# Thomas James (bibliotecario)

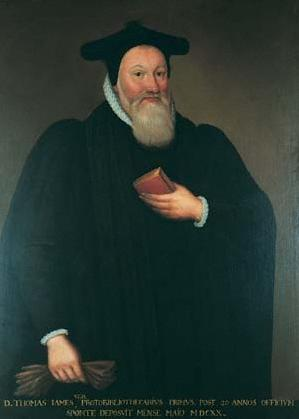
pintura al óleo de "Thomas James" famoso bibliotecario InglesImagen de 1572-1629

Thomas James (aprox. 1573 - agosto de 1629) fue un bibliotecario inglés, el primero de la Biblioteca Bodleiana de Oxford.
Nació en Newport, en la Isla de Wight, y se educó en Winchester y en el New College de Oxford, de la que se hizo miembro en 1593. En 1602, su amplio conocimiento de los libros, junto con su habilidad para descifrar manuscritos y la detección de falsificaciones literarias, le aseguró el cargo de bibliotecario de la biblioteca recién fundada en Oxford por Sir Thomas Bodley.
Al mismo tiempo, se le nombró rector de San Aldate’s, en Oxford. En 1605, compiló un catálogo bibliográfico clasificado de los libros de la Biblioteca Bodleiana, el cual sustituyó en 1620 por un catálogo bibliográfico alfabético. El acuerdo de 1610, que fue una sugerencia suya, comprometía a la Editorial Stationers a suministrar cada libro publicado a la Bodleiana. Problemas de salud le obligaron a renunciar al cargo en 1620.
Falleció en Oxford en agosto de 1629.